# Trichopteryx coartata
Trichopteryx coartata är en fjärilsart som beskrevs av Rudolf Püngeler 1900. Trichopteryx coartata ingår i släktet Trichopteryx och familjen mätare. Inga underarter finns listade i Catalogue of Life.